# Geumsan-gun
Geumsan-gun (hangul 금산군, hanja 錦山郡) är en landskommun (gun) i den sydkoreanska provinsen Södra Chungcheong. Kommunen har 53 561 invånare i slutet av 2020 och en area på 577,22 km². 
Dess huvudort är köpingen Geumsan-eup. Resten av kommunen är indelad i nio socknar:
Boksu-myeon,
Buri-myeon,
Chubu-myeon,
Geumseong-myeon,
Gunbuk-myeon,
Jewon-myeon,
Jinsan-myeon,
Nami-myeon och
Namil-myeon.